# Джованні Доменіко Кассіні
Джованні Доменіко Кассіні (італ. Giovanni Domenico Cassini, фр. Jean-Dominique Cassini; 8 червня 1625, Перинальдо — 14 вересня 1712, Париж) — французький астроном, інженер та астролог італійського походження. Кассіні був професором астрономії в Болонському університеті, а з 1671 обіймав посаду директора Паризької обсерваторії, де й безпосередньо жив.

## Наукова діяльність
Близько 1665 Кассіні вперше спостерігав Червону пляму Юпітера. Він відкрив чотири супутники Сатурна і виявив щілину в кільцях Сатурна (Щілина Кассіні; 1675).
1683 року Кассіні дав перший науковий опис зодіакального світла, запропонувавши гіпотезу, що пояснює його розсіянням сонячного світла на лінзоподібному скупченні частинок пилу, які лежать у площині екліптики; ця гіпотеза є загальноприйнятою.
Кассіні вперше зробив успішне вимірювання довготи за методом Галілео Галілея — спостерігаючи за затемненнями супутників Юпітера. Саме цей метод було застосовано для першого точного вимірювання території Франції. Розміри країни виявилися значно меншими, ніж очікувалося, на що Людовик XIV 1693 року відзначив: «Ніяка військова поразка не порівняється з тими втратами, які заподіяла мені старанність моїх географів»[джерело?].
Кассіні помітив (1672), що спостережувані моменти затемнень супутника Юпітера Іо час від часу відхилялися від обчислених ним (у межах 22 хвилин). Причину цих відхилень пояснив колега Кассіні по Паризькій обсерваторії Оле Ремер: найбільші запізнення спостерігалися тоді, коли Земля й Юпітер перебували по різні боки від Сонця, тому Ремер припустив, що швидкість світла скінченна, і діаметр земної орбіти світло долає за 22 хвилини, звідки він отримав першу оцінку швидкості світла: близько 220 тис. км/сек (за сучасними даними: ≈ 300 тис. км/сек.). Кассіні, проте, не підтримав гіпотезу Ремера, і вона була остаточно визнана тільки через півсторіччя, з відкриттям аберації світла.